# RP-1
RP-1 (Abkürzung für Rocket Propellant 1 ursprünglich Refined Petroleum 1) ist ein kerosinähnliches flüssiges Kohlenwasserstoffgemisch zum Betrieb von Raketentriebwerken. RP-1 wurde in den Vereinigten Staaten entwickelt.

## Geschichte
RP-1 wurde aus dem Flugzeugtreibstoff JP-4 entwickelt, indem dieser nochmals destilliert wurde, um die höchstsiedenden, am wenigsten aggressiven Bestandteile mit dem höchsten Brennwert als Raketentreibstoff zu gewinnen.

## Merkmale
Die bei Raumtemperatur flüssige Substanz besteht hauptsächlich aus verzweigten und polyzyklischen Kohlenwasserstoffen mit geringen Anteilen an Alkenen, Aromaten und linearen Alkanen, die sowohl bei langer Lagerung als auch bei den in Triebwerksnähe erreichten Temperaturen polymerisieren können. Die erwünschten und teilweise synthetischen Moleküle enthalten ungefähr zwölf Kohlenstoffatome. Diese Moleküle führen dazu, dass der Treibstoff einen hohen Flammpunkt sowie gute Schmierfähigkeiten von Triebwerksbestandteilen besitzt und lange lagerfähig ist.
Bei der Herstellung des Treibstoffes wird darauf geachtet, den Schwefelgehalt äußerst gering zu halten, da in Raketentriebwerksbrennkammern schwefelhaltige Verbrennungsrückstände zum vorzeitigen Verschleiß und Ausfall des Antriebes führen würden. Zudem würden Schwefelverbindungen die Polymerisation von Treibstoffbestandteilen unterstützen und das Ausfallrisiko der mit sehr geringen mechanischen Toleranzen gefertigten Triebwerke über Gebühr erhöhen. Durch den sehr geringen Gehalt an Aromaten und Alkenen ist die Substanz deutlich weniger toxisch als beispielsweise Benzin und hat auch ein ebenso deutlich geringeres karzinogenes Potential als Hydrazin.
Dieser Treibstoff auf Basis von Erdöl kann theoretisch aus jeder Quelle hergestellt werden; praktisch werden jedoch nur wenige hochqualitative Sorten benutzt. Dies und die geringe Nachfrage führen zu einem im Vergleich zu konventionellen Luftfahrttreibstoffen oder anderen Ölprodukten deutlich höheren Preis. RP-1 ist in US-Militärnorm „MIL-DTL-25576D“ genormt.

## Vergleich mit anderen Raketentreibstoffen
Im Vergleich zu der Treibstoffkombination flüssiger Sauerstoff–flüssiger Wasserstoff (LOX-LH2) kann die Kombination von RP-1 mit Sauerstoff bezogen auf die Masse nicht so viel Schub erzeugen, ihr spezifischer Impuls ist also niedriger. Demgegenüber stehen die Vorteile der viel höheren Dichte von RP-1, so dass bezogen auf das Volumen die Kombination mit RP-1 mehr Schub liefern kann. Der vergleichsweise geringere spezifische Impuls rührt daher, dass die Verbrennungsprodukte von RP-1 wie Kohlenstoffdioxid (CO2), Kohlenstoffmonoxid (CO), Wasser (H2O) und nicht-umgesetzte Kohlenwasserstoffe im Durchschnitt schwerer sind als die Gase, die bei der Umsetzung eines fetten Gemischs von Wasserstoff mit Sauerstoff entstehen (H2O und H2). Weitere Energie aus der Verbrennung von RP-1, die für die Schuberzeugung verloren ist, geht in die Strukturoszillationen der unverbrannten Kohlenwasserstoffe.
RP-1 ist einfacher in der Handhabung als flüssiger Wasserstoff, da keine Kühlung erforderlich ist, auch wenn in der sowjetischen und später russischen Raumfahrt der Treibstoff zur weiteren Erhöhung der Dichte unter Ausnutzung der schon bestehenden Wasserstoffinfrastruktur teilweise gekühlt wird.
Im Vergleich zu der Treibstoffkombination Hydrazinderivat-Stickstofftetroxid ist RP-1 wesentlich ungiftiger, billiger und bietet mit dem Oxidator Sauerstoff einen etwas höheren spezifischen Impuls. Dafür ist die Dichte der Hydrazinderivate mit Stickstofftetroxid etwas höher.

## Ähnliche Treibstoffe
Auch außerhalb der USA wurden ähnliche kohlenwasserstoffbasierte Treibstoffe entwickelt. In der Sowjetunion/Russland gab und gibt es mehrere erdölbasierte und für noch etwas höhere Leistungen in den 1980ern mit Syntin sogar einen synthetischen Raketentreibstoff.

## Anwendung

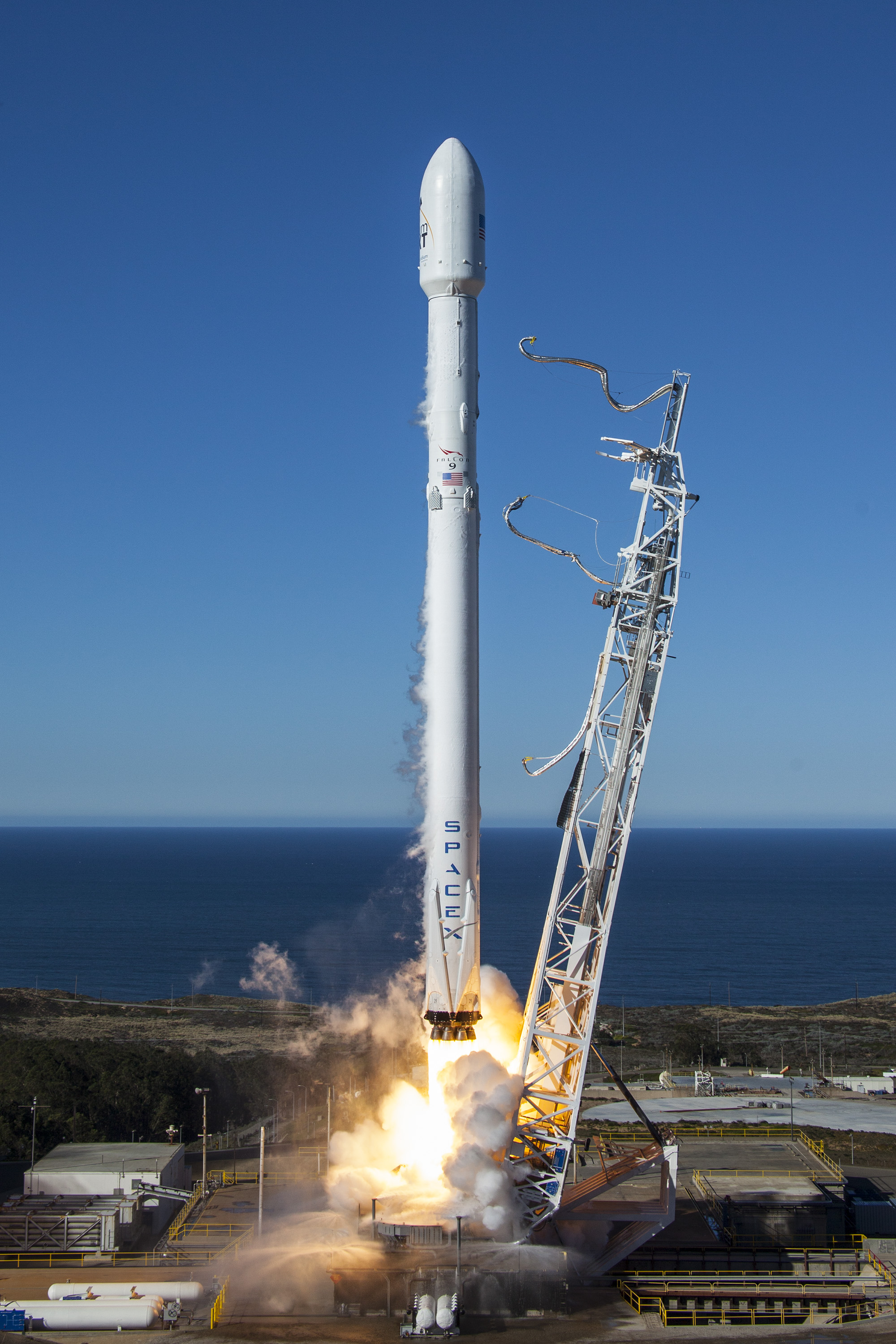
Start einer Falcon 9 (2017)

Diese Treibstoffe werden für gewöhnlich zusammen mit flüssigem Sauerstoff (LOX) in den Triebwerken verbrannt. RP-1 wurde und wird u. a. in den Raketentypen Atlas, Delta I–III, Saturn, Titan I und der Falcon 9 genutzt. Die Raketen Energija, Sojus und Zenit verwenden ähnliche Treibstoffe nach russischen Normen. In der Black Arrow kam ein nicht näher definiertes Kerosin mit 85-prozentigem Wasserstoffperoxid als Oxidator zum Einsatz. Diese Kombination hat einen schlechteren spezifischen Impuls als RP-1/LOX, ist dafür aber hypergol.
In die Brennkammer gefördert wird der Treibstoff aus dem unter Druck stehenden Tank mittels Turbopumpen; der Druck muss durch ein separates Drucksystem, das beispielsweise mit Helium oder Stickstoff arbeitet, erzeugt werden.
Im Rahmen des Triebwerksbetriebes sind einige Randbedingungen zu beachten. Flüssigkeitsraketentriebwerke sind für mehrmalige Zündungen (z. B. auf Testständen und später im Flug) konstruiert, was zu Problemen führen kann, wenn in Leitungen verbliebene Treibstoffreste durch die Hitze polymerisieren oder verkoken. Diesen Effekten wird durch die sorgfältige Treibstoffsynthese und Kühlung des Fördersystems entgegengewirkt. Auf der anderen Seite sind feine Ruß- bzw. Graphitablagerungen in Brennkammer und Düse nicht unbedingt unerwünscht, da diese eine thermische Isolationsschicht bilden und so den Hitzestrom in das Triebwerksmaterial um etwa den Faktor 2 reduzieren können.